# Jan van den Broek
Jan van den Broek (Breda, 8 juni 1907 – 7 november 1964) was een Nederlands voetballer.

## Begin
Van den Broek is een midvoor die begonnen bij WSB en Het Zesde. Later komt hij voor NAC uit. In 1925, op zeventienjarige leeftijd, viert hij zijn eerste districtstitel. Zijn tweede seizoen bij NAC verloopt minder succesvol als hij twee keer zijn been breekt, en bovendien nog een keer zijn been wordt gebroken omdat het verkeerd gezet was. In 1927 is van den Broek weer volop terug en wordt met NAC wederom districtskampioen. Van den Broek maakt als NAC-speler zijn debuut als international op 12 juni 1927.

## PSV
Van den Broek verhuist vanaf het seizoen 1927/1928 naar PSV, waar hij een baan krijgt bij Philips. Bij PSV bewijst de kleine gedrongen midvoor direct zijn waarde. In zijn eerste zes seizoenen bij PSV scoort van den Broek 127 keer in 131 wedstrijden. Toch beleeft hij al enkele tegenvallers als hij op 23-jarige leeftijd tot twee keer toe aan zijn knie moet worden geopereerd. Uiteindelijk zal hij 10 seizoenen voor PSV spelen, maar dan is zijn lichaam op. Van den Broek speelt totaal 200 competitiewedstrijden waarin hij 154 keer scoort. Na twee districtstitels bij NAC wordt Van den Broek ook nog 6 keer kampioen met PSV, wat hem de bijnaam “kampioen van het Zuiden” oplevert. Van den Broek speelt in totaal 11 interlands.
Van den Broek is lid van verdienste van PSV.

## Nederlands elftal

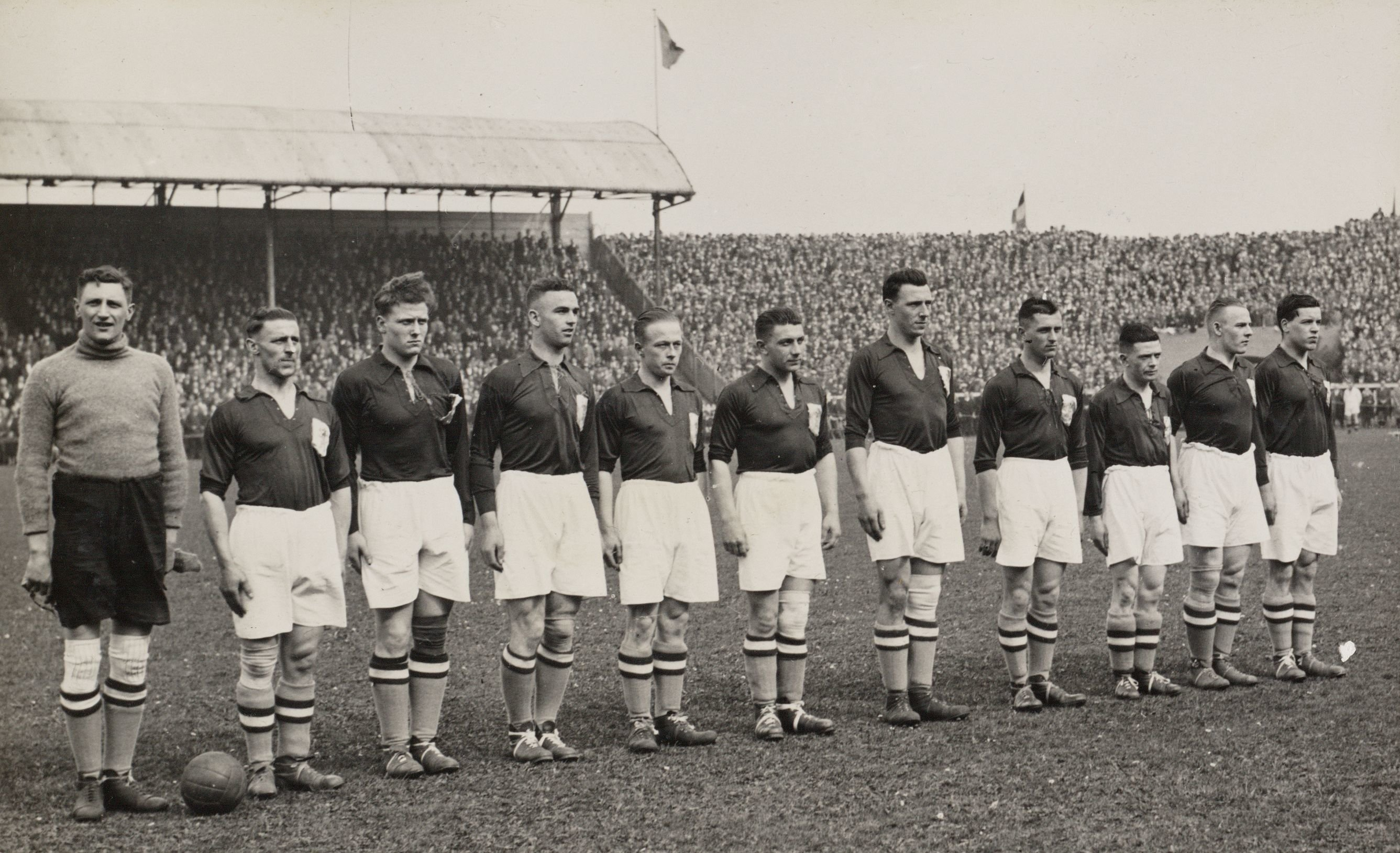
Jan van den Broek in het Nederlands elftal (1933)

Van den Broek kwam van 12 juni 1927 tot en met 7 juli 1933 11 keer uit voor het Nederlands elftal en scoorde als international 4 doelpunten.

## Trainer
Van den Broek is coach van Helmondia als PSV hem contracteert. Hij zal van 1938-1942 trainer van PSV blijven, en later ook nog jeugdtrainer bij PSV worden.

## Erelijst

### Speler
- Landstitel: 1929, 1935 (PSV)
- Districtskampioen: 1925, 1927 (NAC), 1929, 1931, 1932, 1933, 1935, 1937 (PSV)

### Trainer
- Districtskampioen: 1941